# Dramaturški kolektiv
Dramaturški kolektiv je program koji je osnovan 18. prosinca 2007. godine u sklopu Teatra &TD, a osnovali su ga Goran Ferčec i Jasna Žmak.
Cilj dramaturškog kolektiva jest afirmacija suvremenog dramskog teksta mladih i neafirmiranih autora. Koncept Malih noćnih čitanja zamišljen je kao mjesečni prilog kazališnom životu koji se događa nakon večernjih izvedbi unutar programa Teatra &TD.
U skladu s novom programskom politikom Teatra &TD kojom se žele trasirati putevi k novom teatru, dramaturški kolektiv pridružuje se obogaćivanju domaće kazališne scene stvarajući prostor za autore koji nemaju prilike da se drugdje za njih čuje. 
Godine 2010. uređuju časopis Frakcija br. 56./57. posvećenog temi novog dramskog pisma, a u kojem predstavljaju novu generaciju suvremenih hrvatskih dramatičara (Rona Žulj, Vedrana Klepica, Maja Sviben, Ivor Martinić, Lana Šarić, Goran Ferčec, te autorski tandem Anica Tomić i Jelena Kovačić.).
Godine 2012. nastavljaju djelovanje u suradnji sa Zagrebačkim kazalištem mladih i u organizaciji Centra za dramsku umjetnost. Organizacijski tim odabrao je pet dramskih tekstova te su scenska čitanja režirali redom etablirani kazališni redatelji kao što su Ivica Buljan, Franka Perković, Mario Kovač, Miran Kurspahić i Dario Harjaček. Uz scenska čitanja održan je i bogati popratni program tijekom kojeg su se predstavili neki od već etabliranih dramskih autora u regiji kao što su Ivana Sajko, Ivor Martinić, Simona Semenič i Minja Bogavac.
2014. organizaciju Malih noćnih čitanja preuzima kazališna udruga KUFER u suradnji s Teatrom &TD. 

## Pročitane drame
| Godina | Ime autora           | Naslov teksta                        | Režija                           |
| ------ | -------------------- | ------------------------------------ | -------------------------------- |
| 2007.  | Rona Žulj            | Sunce se smije/Mana                  | Dario Harjaček                   |
| 2008.  | Jasna Žmak           | U krevetu                            | Anica Tomić                      |
| 2008.  | Lana Šarić           | Neboder                              | Marina Petković Liker            |
| 2008.  | Diana Meheik         | Jerihonska ruža                      | Miran Kurspahić                  |
| 2008.  | Aleksandar Bender    | Cruising                             | Anica Tomić                      |
| 2008.  | Ivan Vidak           | Obišli smo cili Stevičin sokak       | Ivan Vidak                       |
| 2009.  | Ivan Turković Krnjak | Sudbina Madagaskar                   | Ivan Turković Krnjak             |
| 2009.  | Nina Gojić           | Ljubav na prvu rečenicu              | Morana Novosel                   |
| 2009.  | Ivana Karačonji      | Ponedjeljkom. Soba 303.              | Nora Krstulović                  |
| 2009.  | Vedrana Klepica      | J.A.T.O                              | Helena Petković, Vedrana Klepica |
| 2012.  | Kristina Gavran      | Dedal i Ikar                         | Dario Harjaček                   |
| 2012.  | Vedrana Klepica      | Tragična smrt ekonomskog analitičara | Franka Perković                  |
| 2012.  | Dino Pešut           | Pritisci moje generacije             | Ivica Buljan                     |
| 2012.  | Jelena Tondini       | Kad narastem bit ću Almadovar        | Mario Kovač                      |
| 2012.  | Una Vizek            | Pomračenje                           | Miran Kurspahić                  |
| 2014.  | Ivan Penović         | Hrvatski bog Masakra                 | Anica Tomić                      |
| 2014.  | Ivna Žic             | Privremeni                           | Marina Petković Liker            |
| 2014.  | Mirna Rustemović     | Rascjep                              | Renata Carola Gatica             |
| 2014.  | Kristina Kegljen     | Južina                               | Saša Božić                       |
| 2014.  | Una Vizek            | Posljednji Hrvati                    | Helena Petković                  |
| 2016.  | Luka Mavretić        | Nešto poput autobusa                 | Dora Ruždjak                     |
| 2016.  | Nikolina Rafaj       | Samo se igramo                       | Vedran Hleb                      |
| 2016.  | Ivana Vuković        | Otok                                 | Dario Harjaček                   |
| 2020.  | Espi Tomičić         | Ne zaboravi pokriti stopala          | Ivan Penović                     |